# NHK for School
NHK for School（エヌエイチケイ・フォー・スクール）は、2011年度より使用されている日本放送協会（NHK）の学校向けコンテンツの総称。

## 概要
地上デジタル放送への完全移行や学校授業でのインターネットの活用など学校向けコンテンツをめぐる環境が変化したことを受けて、2011年度の番組編成において放送時間帯を含めた大幅な改編を行うのに合わせて、NHK教育テレビ→NHK Eテレ及びラジオ第2で放送されている学校放送と、それと連動したウェブサイト『NHKデジタル教材』の総称を『NHK for School』に統一した。

同時に、2011年度の番組編成でも大きな変化があった。内容は下記の通りである。
- 学校放送の放送時間帯が、これまで平日の9時から11時まで放送していた[注 1] のが、10時15分までの放送に縮小するとともに、基本的に小学校向けの内容に一本化することになった[注 2]。
- 学校放送の枠内で帯編成されていた「幼稚園・保育所の時間」の廃止。同時に、これまで幼保の時間で放送されていた番組は朝夕放送の幼児・子供ゾーンであるEテレキッズに移行した。
- BS2で実施されていた難視聴地域向けの時差放送を同局終了に伴い廃止。

また、2011年度以降の新設番組は放送時間が従来の15分から10分に短縮 したほか、これまで放送曜日において各教科が混在する状態だった番組編成の見直しを行い、木曜日以外は各教科ごとに放送曜日を固定化するようになった（一部例外あり）。各教科の放送曜日は下記の通り。
月曜：国語・算数、火曜：理科、水曜：社会、金曜：道徳
2012年度以降
2012年度の番組改編では、『スマイル!』の新設定時化と『ストレッチマン・ハイパー』の放送枠移動により、これまで放送曜日がバラバラだった特別支援教育番組を木曜日に固定化した。また、2011年度はEテレキッズで放送されていた『しぜんとあそぼ』をEテレキッズに加えて学校放送の枠内でも放送を再開した。
2013年度の番組改編では、幼稚園・保育所向けでEテレキッズでの放送を開始した『ノージーのひらめき工房』を『しぜんとあそぼ』と同様に学校放送の枠内でも放送するようになった。また、『おはなしのくに』『ざわざわ森のがんこちゃん』『できた できた できた』『スマイル!』の4番組の対象を幼稚園・保育所向けにも拡大した。
子供たちが帰宅する時間に合わせて、平日の15:30 - 15:40にも学校放送の枠を新設。当該年度の新番組は基本的にこの枠でも放送される。
東日本大震災をきっかけに子供たちが自ら防災について考える『学ぼうBOSAI』や、いじめ問題をテーマにした『いじめをノックアウト』を新設定時化。なお、この2番組は子供だけでなく大人の方にも番組を見て考えてほしいという意図から、『いじめをノックアウト』は金曜夜と土曜朝（現在は土曜昼前）に、『学ぼうBOSAI』は金曜夕方にそれぞれ再放送枠を設けている（2017年度まで。）
2022年度以降
同年4月に教育テレビの大規模な編成見直しが行われ、それまで14時台に放送されていたNHK高校講座が10時台に移動した。これに伴い、学校放送の放送時間帯も10:00までに短縮された。それと引き換えに、平日午後の在宅ゾーンを16:40 - 17:00に移したうえで前年より長めに設定した。また、中学・高校生向け番組は高校講座の後に11時台に集約された。なお、夕方の在宅ゾーンの時間は翌年以降も何度か見直されている。

## 特徴
概要にも挙げられた通り、現行の学校放送については基本的に小学校向けとなっており、NHK Eテレの放送番組時刻表にも「学校放送（小学校向け）」と記載されている。しかし、幼稚園・保育所と低学年を中心とした小学校との「幼小連携教育」や総合学習や特別活動などでの中学校向けとの共通化などから、現在では「幼稚園・保育所向けと小学校低学年向け」や「小学校高学年向けと中学校向け」などの幼児教育や中等教育と兼ね合わせた番組も多くなっている。
幼稚園・保育所向け
2010年までは学校放送の枠内で小学校向けのほかに、幼稚園・保育所の時間と題した幼稚園・保育所向けの独立枠が月曜 - 金曜の9:15 - 9:30と10:30 - 10:45に15分間の番組が各曜日2枠（そのうち1枠は再放送枠）存在していたが、前述の通り2011年度の番組編成で幼稚園・保育所向け番組は全てEテレキッズに移行させ、学校放送の枠から一旦完全に撤退することになった。
しかし、2012年度に『しぜんとあそぼ』が2年ぶりに学校放送枠での放送を再開すると、2013年度には『ノージーのひらめき工房』（『つくってあそぼ』の後番組）の新設とともに、『おはなしのくに』『ざわざわ森のがんこちゃん』『できた できた できた』『スマイル!』の小学校低学年向けの4番組を幼稚園・保育所向けにも対象を拡大 することにより、学校放送での幼稚園・保育所向け番組を実質的に復活させる形となった。なお、幼稚園・保育所向けにおいては、『おはなしのくに』は物語がテーマの『こどもにんぎょう劇場』が2010年度限りで終了して以来3年ぶり、『ざわざわ森のがんこちゃん』は道徳がテーマの『わたしのきもち』が2009年度限りで終了して以来4年ぶりの復活となった。
もっとも、学校放送での幼稚園・保育所向け番組の実質的な復活といっても、あくまで学校放送は小学生向けが基本であり、かつての幼保の時間のような独立枠は設けられていない。また、幼保の時間があった当時において、幼保の時間と学校放送（小学校低学年向け）の双方とも対象にしていたのは『こどもにんぎょう劇場』だけだったのに対して、現行においては『しぜんとあそぼ』と『ノージーのひらめき工房』を除いた学校放送での幼稚園・保育所向け番組は小学校低学年向けも対象にしている点も異なっている。
再放送
学校現場はもとより一般へのテレビ普及段階かつ民生用の録画機がない時代から開始され、学校内複数クラスでのテレビ共有、放送のリアルタイム視聴による利用への対応から、かつては同週内の再放送を実施しており、午前中の学校放送においては月曜と火曜が本放送主体、水曜が本放送と再放送の混在、木曜と金曜（1994年度までは土曜も）が再放送主体という形態だった（いずれも一部例外あり）。学校放送の放送時間が1時間15分となった2011年度は学校放送枠で本放送を行った番組のうち、学校放送枠で再放送があったのは小学校低学年向けの『できた できた できた』と『ざわざわ森のがんこちゃん』の2番組のみとなった。一方、幼保向け番組を除けば長年在宅時間帯での定時再放送枠は設けられず、学校休業期間におけるテレビクラブでの集中再放送に留まっていた。
2013年度からは平日15:30-15:40枠、2021年3月末からはさらに火-木曜17：35-17：45枠へ帰宅後の視聴を目的とした再放送枠が設置された。 以降、学校放送の再放送に充てられるのはこれらの枠が中心となるが、学校放送枠以外の枠での再放送を行っている番組もある。逆に、学校放送枠以外の枠が本放送である番組が、再放送を学校放送枠で行う番組もある。学校放送枠以外で本放送又は再放送を行っている番組は語学番組のほか、NHKが行っているプロジェクトやキャンペーンの連動番組や、海外の放送局との国際共同制作番組となっているケースが多い。
これとは別に1986年度から2010年度までは衛星放送のBS2による難視聴地域向けの時差放送も行われた。開局直後の試験放送時には教育テレビとの同時放送ではないものの、おおむね同時刻に放送枠が設けられていた。1989年6月にBSが本放送へ移行すると録画利用を前提とした午前4時台の1時間枠へ移動し、この体制のまま2011年3月の終了まで続けられた。

## 2025年度の編成

### 特徴
- 基本的に小学校低学年が対象に含まれる番組を前半に、小学校高学年以上がメインの番組を後半に編成している。ただし、『おはなしのくにクラシック』（2017年度以降は後期のみ）については、前述の9:00 - 9:10枠で放送される『おはなしのくに』の派生番組という意味合いから、『おはなしのくにクラシック』は『おはなしのくに』に続けて編成している。
- 各曜日の教科別編成は次の通りである。
  - 月曜：国語・算数
  - 火曜：理科
  - 水曜：社会・実技
  - 木曜：特別活動・総合・英語
  - 金曜：道徳

### 凡例
対象学年と対象教科は NHK for School 2025番組&WEBガイド を参照。
番組名の太字は新設番組。
対象学年の幼児は「幼稚園・保育所向け番組」、対象教科の総合は「総合的な学習の時間」のことを示す。
対象教科のカッコ内にある情報は情報教育、生命は生命教育、防災は防災教育、環境は環境教育、進路は進路指導のことを示す。

## 2025年度の番組表
| 時間          | 09:00 - 10:00                                            | 09:00 - 10:00                                                                            | 09:00 - 10:00                              | 09:00 - 10:00                                                      | 09:00 - 10:00                                                           |
| 時間          | 月                                                       | 火                                                                                       | 水                                         | 木                                                                 | 金                                                                      |
| ------------- | -------------------------------------------------------- | ---------------------------------------------------------------------------------------- | ------------------------------------------ | ------------------------------------------------------------------ | ----------------------------------------------------------------------- |
| 09:00 - 09:05 | すたあと 幼児 - 小学1年 特活・生活                       | おばけの学校たんけんだん 小学1年 - 2年 生活科                                            | キキとカンリ 幼児 - 小学3年 特別活動・安全 | ストレッチマン GO! 特別支援教育 養護（知的障害、肢体不自由）       | 新・ざわざわ森のがんこちゃん 幼保 - 小学2年 道徳                        |
| 09:05 - 09:10 | えるえる 小学1年 - 2年 国語                              | おばけの学校たんけんだん 小学1年 - 2年 生活科                                            | キキとカンリ 幼児 - 小学3年 特別活動・安全 | ストレッチマン GO! 特別支援教育 養護（知的障害、肢体不自由）       | 新・ざわざわ森のがんこちゃん 幼保 - 小学2年 道徳                        |
| 09:10 - 09:15 | えるえる 小学1年 - 2年 国語                              | ふしぎエンドレス 理科3年 小学3年 理科                                                    | コノマチ☆リサーチ 小学3年                  | ドスルコスル 小学3年 - 中学 総合（現代社会）                       | 銀河銭湯パンタくん 小学1年 - 2年 道徳                                   |
| 09:15 - 09:20 | ことばドリル 小学1年 - 2年 国語                          | ふしぎエンドレス 理科3年 小学3年 理科                                                    | コノマチ☆リサーチ 小学3年                  | ドスルコスル 小学3年 - 中学 総合（現代社会）                       | 銀河銭湯パンタくん 小学1年 - 2年 道徳                                   |
| 09:20 - 09:25 | ことばドリル 小学1年 - 2年 国語                          | ふしぎエンドレス 理科4年 小学4年 理科                                                    | よろしく!ファンファン 小学4年 社会         | アッ!とメディア〜 @media 〜 小学4年 - 中学 総合（情報）            | もやモ屋 小学3年 - 4年 道徳                                             |
| 09:25 - 09:30 | お伝と伝じろう 小学3年 - 6年 国語・総合                  | ふしぎエンドレス 理科4年 小学4年 理科                                                    | よろしく!ファンファン 小学4年 社会         | アッ!とメディア〜 @media 〜 小学4年 - 中学 総合（情報）            | もやモ屋 小学3年 - 4年 道徳                                             |
| 09:30 - 09:35 | お伝と伝じろう 小学3年 - 6年 国語・総合                  | ふしぎエンドレス 理科5年 小学5年 理科                                                    | ズームジャパン 小学5年 社会                | 地球は放置してても育たない 小学4年 - 中学 総合（環境）             | ココロ部! 小学5年 - 中学 道徳                                           |
| 09:35 - 09:40 | さんすうレスキュー! 小学1年 - 3年 算数                   | ふしぎエンドレス 理科5年 小学5年 理科                                                    | ズームジャパン 小学5年 社会                | 地球は放置してても育たない 小学4年 - 中学 総合（環境）             | ココロ部! 小学5年 - 中学 道徳                                           |
| 09:40 - 09:45 | さんすうレスキュー! 小学1年 - 3年 算数                   | ふしぎエンドレス 理科6年 小学6年 理科                                                    | 歴史にドキリ/社会にドキリ 小学6年 社会     | 地球は放置してても育たない 小学4年 - 中学 総合（環境）             | いじめをノックアウト 小学3年 - 中学 特別活動（学級活動）                |
| 09:45 - 09:50 | Q 〜こどものための哲学〜 小学 総合・道徳・特活・学級活動 | ふしぎエンドレス 理科6年 小学6年 理科                                                    | 歴史にドキリ/社会にドキリ 小学6年 社会     | えいごでがんこちゃん 小学1年 - 2年 特別活動（国際理解）・英語      | いじめをノックアウト 小学3年 - 中学 特別活動（学級活動）                |
| 09:50 - 10:00 | Q 〜こどものための哲学〜 小学 総合・道徳・特活・学級活動 | キミも防災サバイバー! 小学5年 - 高校 総合（防災）                                        | アクティブ10 レキデリ 中学 - 高校 社会     | エイゴビート2 小学3年 - 4年 英語                                   | u&i 特別支援教育 主に小学 学級活動・特別活動・道徳                      |
| 時間          | 11:00 - 11:10                                            | 11:00 - 11:10                                                                            | 11:00 - 11:10                              | 11:00 - 11:10                                                      | 11:00 - 11:10                                                           |
| 時間          | 月                                                       | 火                                                                                       | 水                                         | 木                                                                 | 金                                                                      |
| 11:00 - 11:10 | アクティブ10 マスと! 中学 - 高校 数学                    | アクティブ10 理科 中学 - 高校 理科                                                       | 10minボックス 地理 中学 - 高校 社会        | 10minボックス テイクテック 小学5年 - 高校 技術                     | －                                                                      |
| 時間          | 15:55 - 16:15                                            | 15:55 - 16:15                                                                            | 15:55 - 16:15                              | 15:55 - 16:15                                                      | 15:55 - 16:15                                                           |
| 時間          | 月                                                       | 火                                                                                       | 水                                         | 木                                                                 | 金                                                                      |
| 15:55 - 16:05 | 考えるカラス〜科学の考え方〜 小学 - 高校 理科            | ※6月中旬まで おんがくブラボー 小学3年 - 6年 音楽※6月下旬から カテイカ 小学5年 - 6年 家庭 | キミなら何つくる? 小学5年 - 6年 図画工作   | で〜きた 幼保 - 小学1年 特別活動・生活科                           | カラフル! 小学2年 - 6年 特活（総合・道徳）※月1回程度 NHK for School通信 |
| 16:05 - 16:10 | テキシコー 小学3年 - 高校 総合                           | アッ！とメディア〜 @media 〜 小学4年 - 6年 総合（情報）                                  | カガクノミカタ 小学 - 中学 理科            | ストレッチマン・ゴールド 特別支援教育 養護（知的障害、肢体不自由） | カラフル! 小学2年 - 6年 特活（総合・道徳）※月1回程度 NHK for School通信 |
| 16:10 - 16:15 | テキシコー 小学3年 - 高校 総合                           | アッ！とメディア〜 @media 〜 小学4年 - 6年 総合（情報）                                  | カガクノミカタ 小学 - 中学 理科            | ストレッチマン・ゴールド 特別支援教育 養護（知的障害、肢体不自由） | ミクロワールド 小学 - 高校 理科                                         |

| 時間          | 09:00 - 10:00                                          | 09:00 - 10:00                                                            | 09:00 - 10:00                              | 09:00 - 10:00 | 09:00 - 10:00                                                           |
| 時間          | 月                                                     | 火                                                                       | 水                                         | 木 | 金                                                                      |
| ------------- | ------------------------------------------------------ | ------------------------------------------------------------------------ | ------------------------------------------ | --- | ----------------------------------------------------------------------- |
| 09:00 - 09:05 | すたあと 幼児 - 小学1年 特活・生活                     | おばけの学校たんけんだん 小学1年 - 2年 生活科                            | キキとカンリ 幼児 - 小学3年 特別活動・安全 | ストレッチマン GO! 特別支援教育 養護（知的障害、肢体不自由）                                                          | ざわざわえんのがんペーちゃん 幼保 - 小学1年 道徳                        |
| 09:05 - 09:10 | えるえる 小学1年 - 2年 国語                            | おばけの学校たんけんだん 小学1年 - 2年 生活科                            | キキとカンリ 幼児 - 小学3年 特別活動・安全 | ストレッチマン GO! 特別支援教育 養護（知的障害、肢体不自由）                                                          | ざわざわえんのがんペーちゃん 幼保 - 小学1年 道徳                        |
| 09:10 - 09:15 | えるえる 小学1年 - 2年 国語                            | ふしぎエンドレス 理科3年 小学3年 理科                                    | コノマチ☆リサーチ 小学3年                  | しまった!〜情報活用スキルアップ〜 小学4年 - 中学 総合（情報）                                                         | 銀河銭湯パンタくん 小学1年 - 2年 道徳                                   |
| 09:15 - 09:20 | おはなしのくに 幼児 - 小学3年 国語                     | ふしぎエンドレス 理科3年 小学3年 理科                                    | コノマチ☆リサーチ 小学3年                  | しまった!〜情報活用スキルアップ〜 小学4年 - 中学 総合（情報）                                                         | 銀河銭湯パンタくん 小学1年 - 2年 道徳                                   |
| 09:20 - 09:25 | おはなしのくに 幼児 - 小学3年 国語                     | ふしぎエンドレス 理科4年 小学4年 理科                                    | よろしく!ファンファン 小学4年 社会         | 姫とボクはわからないっ 小学4年 - 中学 総合（安全教育）                                                                | もやモ屋 小学3年 - 4年 道徳                                             |
| 09:25 - 09:30 | おはなしのくにクラシック 小学3年 - 6年 国語            | ふしぎエンドレス 理科4年 小学4年 理科                                    | よろしく!ファンファン 小学4年 社会         | 姫とボクはわからないっ 小学4年 - 中学 総合（安全教育）                                                                | もやモ屋 小学3年 - 4年 道徳                                             |
| 09:30 - 09:35 | おはなしのくにクラシック 小学3年 - 6年 国語            | ふしぎエンドレス 理科5年 小学5年 理科                                    | ズームジャパン 小学5年 社会                | 地球は放置してても育たない 小学4年 - 中学 総合（環境）                                                                | SEED なやみのタネ 小学5年 - 中学 道徳                                   |
| 09:35 - 09:40 | さんすうレスキュー! 小学1年 - 3年 算数                 | ふしぎエンドレス 理科5年 小学5年 理科                                    | ズームジャパン 小学5年 社会                | 地球は放置してても育たない 小学4年 - 中学 総合（環境）                                                                | SEED なやみのタネ 小学5年 - 中学 道徳                                   |
| 09:40 - 09:45 | さんすうレスキュー! 小学1年 - 3年 算数                 | ふしぎエンドレス 理科6年 小学6年 理科                                    | 歴史にドキリ/社会にドキリ 小学6年 社会     | 地球は放置してても育たない 小学4年 - 中学 総合（環境）                                                                | いじめをノックアウト 小学3年 - 中学 特別活動（学級活動）                |
| 09:45 - 09:50 | 算数バトル マスマスター 小学4年 - 6年 算数             | ふしぎエンドレス 理科6年 小学6年 理科                                    | 歴史にドキリ/社会にドキリ 小学6年 社会     | えいごでがんこちゃん 小学1年 - 2年 特別活動（国際理解）・英語                                                         | いじめをノックアウト 小学3年 - 中学 特別活動（学級活動）                |
| 09:50 - 09:55 | 算数バトル マスマスター 小学4年 - 6年 算数             | キミも防災サバイバー! 小学5年 - 高校 総合（防災）                        | ツクランカー 小学3年 - 中学 総合           | エイゴビート2 小学3年 - 4年 英語                                                                                      | u&i 特別支援教育 主に小学 学級活動・特別活動・道徳                      |
| 09:55 - 10:00 | 5分でわかる理科 小学 - 中学 理科                       | キミも防災サバイバー! 小学5年 - 高校 総合（防災）                        | ツクランカー 小学3年 - 中学 総合           | エイゴビート2 小学3年 - 4年 英語                                                                                      | u&i 特別支援教育 主に小学 学級活動・特別活動・道徳                      |
| 時間          | 11:00 - 11:10                                          | 11:00 - 11:10                                                            | 11:00 - 11:10                              | 11:00 - 11:10 | 11:00 - 11:10                                                           |
| 時間          | 月                                                     | 火                                                                       | 水                                         | 木 | 金                                                                      |
| 11:00 - 11:10 | アクティブ10 プロのプロセス 中学 - 高校 総合・特別活動 | アクティブ10 ミライのしごとーく 中学 - 高校 特別活動・総合・キャリア教育 | アクティブ10 公民 中学 - 高校 社会         | ※12月まで 10minボックス 生活・公共 中学 - 高校 社会・特別活動※1月から 聞けなかったあのこと 中学 - 高校 特別活動・道徳 | －                                                                      |
| 時間          | 15:55 - 16:15                                          | 15:55 - 16:15                                                            | 15:55 - 16:15                              | 15:55 - 16:15 | 15:55 - 16:15                                                           |
| 時間          | 月                                                     | 火                                                                       | 水                                         | 木 | 金                                                                      |
| 15:55 - 16:05 | ロンリのちから 中学 - 高校 国語                        | u&i 特別支援教育 主に小学 学級活動・特別活動・道徳                       | はりきり体育ノ介 小学3年 - 6年 体育        | 新・ざわざわ森のがんこちゃん 幼保 - 小学2年 道徳                                                                      | カラフル! 小学2年 - 6年 特活（総合・道徳）※月1回程度 NHK for School通信 |
| 16:05 - 16:10 | Why!?プログラミング 小学 - 中学 総合                   | アクティブ10 プロのプロセス 中学 - 高校 総合・特別活動                   | 大科学実験 小学 - 高校 理科                | ストレッチマン・ゴールド 特別支援教育 養護（知的障害、肢体不自由）                                                    | カラフル! 小学2年 - 6年 特活（総合・道徳）※月1回程度 NHK for School通信 |
| 16:10 - 16:15 | Why!?プログラミング 小学 - 中学 総合                   | アクティブ10 プロのプロセス 中学 - 高校 総合・特別活動                   | 大科学実験 小学 - 高校 理科                | ストレッチマン・ゴールド 特別支援教育 養護（知的障害、肢体不自由）                                                    | ミクロワールド 小学 - 高校 理科                                         |

## テレビ番組

### 国語
| 番組名                     | 放送期間                                                   |
| -------------------------- | ---------------------------------------------------------- |
| おとぎのへや               | 1953年9月7日 - 1959年3月3日、1962年4月13日 - 1990年3月13日 |
| かずとことば               | 1958年4月14日 - 1960年3月19日                              |
| あいうえお                 | 1975年4月12日 - 2002年3月13日                              |
| こどもにんぎょう劇場       | 1990年4月5日 - 2011年3月21日                               |
| はじめてのこくご ことばあ! | 2002年4月10日 - 2008年3月10日                              |
| おはなしのくに             | 1990年4月2日 - 現在放送中                                  |
| ことばドリル               | 2014年4月7日 - 現在放送中                                  |
| えるえる                   | 2022年4月19日 - 現在放送中                                 |

| 番組名                     | 放送期間                                                   |
| -------------------------- | ---------------------------------------------------------- |
| おとぎのへや               | 1953年9月7日 - 1959年3月3日、1962年4月13日 - 1990年3月13日 |
| かずとことば               | 1958年4月14日 - 1960年3月19日                              |
| ことばのくに               | 1984年4月10日 - 1990年3月16日                              |
| はじめてのこくご ことばあ! | 2002年4月10日 - 2008年3月10日                              |
| おはなしのくに             | 1990年4月2日 - 現在放送中                                  |
| ことばドリル               | 2014年4月7日 - 現在放送中                                  |
| えるえる                   | 2022年4月19日 - 現在放送中                                 |

| 番組名                          | 放送期間                                                    |
| ------------------------------- | ----------------------------------------------------------- |
| テレビ図書館                    | 1957年9月16日 - 1959年2月27日、1960年4月8日 - 1963年3月15日 |
| 書きくけこくご                  | 1980年4月11日 - 1984年3月13日                               |
| わかる国語 読み書きのツボ3・4年 | 2004年4月5日 - 2009年3月20日                                |
| ひょうたんからコトバ            | 2009年4月8日 - 2014年3月10日                                |
| おはなしのくに                  | 1990年4月2日 - 現在放送中                                   |
| おはなしのくにクラシック        | 2012年4月9日 - 現在放送中                                   |
| お伝と伝じろう                  | 2013年4月8日 - 現在放送中                                   |

| 番組名                          | 放送期間                                                    |
| ------------------------------- | ----------------------------------------------------------- |
| テレビ図書館                    | 1957年9月16日 - 1959年2月27日、1960年4月8日 - 1963年3月15日 |
| 書きくけこくご                  | 1980年4月11日 - 1984年3月13日                               |
| わかる国語 だいすきな20冊       | 2003年4月9日 - 2006年3月15日                                |
| わかる国語 読み書きのツボ3・4年 | 2004年4月5日 - 2009年3月20日                                |
| ひょうたんからコトバ            | 2009年4月8日 - 2014年3月10日                                |
| おはなしのくにクラシック        | 2012年4月9日 - 現在放送中                                   |
| お伝と伝じろう                  | 2013年4月8日 - 現在放送中                                   |

| 番組名                          | 放送期間                      |
| ------------------------------- | ----------------------------- |
| なにぬねノート                  | 1982年4月5日 - 1985年3月11日  |
| わかる国語 だいすきな20冊       | 2003年4月9日 - 2006年3月15日  |
| わかる国語 読み書きのツボ5・6年 | 2006年4月12日 - 2012年3月12日 |
| 伝える極意                      | 2008年4月8日 - 2013年3月15日  |
| お伝と伝じろう                  | 2013年4月8日 - 現在放送中     |

| 番組名       | 放送期間                      |
| ------------ | ----------------------------- |
| 古典ボックス | 1995年4月10日 - 1997年3月14日 |

### 算数
| 番組名                    | 放送期間                      |
| ------------------------- | ----------------------------- |
| かずとことば              | 1958年4月14日 - 1960年3月19日 |
| さんすう1ねん             | 1961年4月17日 - 1964年3月11日 |
| さんすう2ねん             | 1961年4月10日 - 1964年3月18日 |
| いちにのさんすう          | 1975年4月9日 - 1995年3月17日  |
| たのしい算数              | 1992年4月6日 - 1995年3月17日  |
| さんすうすいすい          | 1984年4月10日 - 1999年3月12日 |
| さんすうみつけた          | 1995年4月10日 - 2000年3月15日 |
| マテマティカ              | 1999年4月6日 - 2004年3月20日  |
| かんじるさんすう 1、2、3! | 2004年4月6日 - 2008年3月14日  |
| さんすう犬ワン            | 2014年4月7日 - 2023年10月3日  |
| さんすうレスキュー!       | 2022年10月12日 - 現在放送中   |

| 番組名                  | 放送期間                      |
| ----------------------- | ----------------------------- |
| 数の世界                | 1980年4月11日 - 1985年3月11日 |
| 数とかたち              | 1977年4月11日 - 1984年3月13日 |
| わかる算数 4年生        | 2003年4月8日 - 2007年3月15日  |
| わかる算数 5年生        | 2004年4月5日 - 2007年3月16日  |
| わかる算数 6年生        | 2005年4月5日 - 2007年3月15日  |
| マテマティカ2           | 2007年4月2日 - 2013年3月11日  |
| さんすう刑事ゼロ        | 2013年4月8日 - 2025年3月10日  |
| 算数バトル マスマスター | 2025年10月6日（予定） -       |

### 数学
| 番組名       | 放送期間                      |
| ------------ | ----------------------------- |
| 中学生の数学 | 1971年4月10日 - 1984年3月13日 |
| 数学ボックス | 1993年4月5日 - 1995年3月17日  |

### 理科
| 番組名              | 放送期間                     |
| ------------------- | ---------------------------- |
| 理科教室小学校1年生 | 1960年4月4日 - 1989年3月14日 |
| なんなんなあに      | 1989年4月3日 - 1992年3月12日 |

| 番組名              | 放送期間                     |
| ------------------- | ---------------------------- |
| 理科教室小学校2年生 | 1955年6月6日 - 1989年3月16日 |
| はてなはてな        | 1989年4月4日 - 1992年3月13日 |

| 番組名              | 放送期間                      |
| ------------------- | ----------------------------- |
| 理科のおじさん      | 1955年6月7日 - 1956年2月28日  |
| くふうとかんさつ    | 1956年4月18日 - 1958年3月3日  |
| 動物の国            | 1953年4月28日 - 1959年2月25日 |
| かんさつノート      | 1958年4月18日 - 1960年3月16日 |
| 理科教室小学校3年生 | 1960年4月4日 - 1989年3月14日  |
| しぜんだいすき      | 1989年4月4日 - 1991年3月6日   |
| はてなでスタート    | 1991年4月10日 - 1996年3月5日  |
| ふしぎのたまご      | 1996年4月9日 - 2002年3月12日  |
| ふしぎいっぱい      | 2002年4月9日 - 2005年3月15日  |
| ふしぎだいすき      | 2005年4月日 - 2011年3月7日    |
| ふしぎがいっぱい    | 2011年4月5日 - 2018年3月27日  |
| ふしぎエンドレス    | 2018年4月2日 - 現在放送中     |

| 番組名              | 放送期間                      |
| ------------------- | ----------------------------- |
| 動物の国            | 1953年4月28日 - 1959年2月25日 |
| 理科のおじさん      | 1955年6月7日 - 1956年2月28日  |
| くふうとかんさつ    | 1956年4月18日 - 1958年3月3日  |
| かんさつノート      | 1958年4月18日 - 1960年3月16日 |
| 理科教室小学校4年生 | 1960年4月日 - 1990年3月日     |
| はてなをさがそう    | 1990年4月2日 - 1996年3月11日  |
| ふしぎコロンブス    | 1996年4月8日 - 1999年3月8日   |
| ふしぎ研究所        | 1999年4月5日 - 2002年3月11日  |
| びっくりか          | 2002年4月8日 - 2005年3月16日  |
| ふしぎ大調査        | 2005年4月5日 - 2011年3月7日   |
| ふしぎがいっぱい    | 2011年4月5日 - 2018年3月27日  |
| ふしぎエンドレス    | 2018年4月2日 - 現在放送中     |

| 番組名               | 放送期間                      |
| -------------------- | ----------------------------- |
| 理科教室小学校5年生  | 1959年4月6日 - 1990年3月日    |
| ぼくらの実験室       | 1959年4月11日 - 1960年3月19日 |
| はてなにタックル     | 1990年4月3日 - 1995年3月15日  |
| わくわくサイエンス   | 1995年4月10日 - 2002年3月13日 |
| サイエンス・ゴーゴー | 2002年4月10日 - 2006年3月16日 |
| ふしぎワールド       | 2006年4月13日 - 2011年3月7日  |
| ふしぎがいっぱい     | 2011年4月5日 - 2018年3月27日  |
| ふしぎエンドレス     | 2018年4月2日 - 現在放送中     |

| 番組名                            | 放送期間                      |
| --------------------------------- | ----------------------------- |
| 理科教室小学校6年生               | 1959年4月7日 - 1990年3月12日  |
| ぼくらの実験室                    | 1959年4月11日 - 1960年3月19日 |
| はてな・サイエンス                | 1990年4月2日 - 1995年3月18日  |
| しらべてサイエンス                | 1995年4月10日 - 2000年3月13日 |
| データボックス しらべてサイエンス | 2000年4月10日 - 2003年3月13日 |
| 3つのとびら                       | 2003年4月9日 - 2006年3月17日  |
| 理科6年 ふしぎ情報局              | 2006年4月12日 - 2011年3月7日  |
| ふしぎがいっぱい                  | 2011年4月5日 - 2018年3月27日  |
| ふしぎエンドレス                  | 2018年4月2日 - 現在放送中     |

| 番組名                 | 放送期間                      |
| ---------------------- | ----------------------------- |
| 科学ノート             | 1954年5月28日 - 1960年3月16日 |
| 理科教室中学校1年生    | 1959年4月15日 - 1985年3月13日 |
| 理科教室中学校2年生    | 1959年4月16日 - 1985年3月14日 |
| 理科教室中学校3年生    | 1959年4月17日 - 1986年3月19日 |
| この未知なるもの・人体 | 1990年6月20日 - 1992年10月3日 |
| 科学する目             | 1991年4月9日 - 1992年3月10日  |
| サイエンスボックス     | 1992年4月6日 - 1993年3月19日  |

| 番組名                       | 放送期間                      |
| ---------------------------- | ----------------------------- |
| デジタル大図鑑               | 1999年4月10日 - 2002年3月16日 |
| ミクロワールド               | 2004年4月10日 - 現在放送中    |
| 大科学実験                   | 2010年3月31日 - 2021年10月2日 |
| 考えるカラス〜科学の考え方〜 | 2013年4月9日 - 現在放送中     |
| カガクノミカタ               | 2015年3月31日 - 現在放送中    |
| 5分でわかる理科              | 2024年10月7日 - 現在放送中    |

### 社会
| 番組名                    | 放送期間                      |
| ------------------------- | ----------------------------- |
| うちのひと がっこうのひと | 1964年4月11日 - 1985年3月11日 |
| それいけノンタック        | 1985年4月8日 - 1992年3月9日   |

| 番組名           | 放送期間                     |
| ---------------- | ---------------------------- |
| はたらくおじさん | 1961年4月15日 - 1982年3月8日 |
| みんなのしごと   | 1982年4月7日 - 1984年3月7日  |
| はたらくひとたち | 1984年4月11日 - 1992年3月4日 |

| 番組名                  | 放送期間                                 |
| ----------------------- | ---------------------------------------- |
| わたしたちのくらし      | 1954年4月27日 - 1987年3月19日            |
| 良太の村                | 1961年4月14日 - 1970年3月17日            |
| ひらけゆく町            | 1970年4月10日 - 1973年3月13日            |
| ぼくらの社会科ノート    | 1973年4月10日 - 1982年3月15日            |
| ぼくのまち わたしのまち | 1982年4月5日 - 1984年3月12日             |
| たんけんぼくのまち      | 1984年4月9日 - 1992年3月2日              |
| このまちだいすき        | 1992年4月8日 - 1999年3月11日             |
| まちへとびだそう        | 1999年4月6日 - 2005年3月15日             |
| しらべてゴー!           | 2005年4月6日 - 2009年3月10日             |
| めざせ!佐賀博士         | 2011年4月9日 - 2013年3月 ※佐賀県ローカル |
| どきどきこどもふどき    | 2011年4月6日 - 2015年3月11日             |
| 見えるぞ!ニッポン       | 2009年4月7日 - 2018年3月14日             |
| 知っトク地図帳          | 2011年4月6日 - 2017年3月15日             |
| コノマチ☆リサーチ       | 2017年4月5日 - 現在放送中                |

| 番組名                | 放送期間                                 |
| --------------------- | ---------------------------------------- |
| わたしたちのくらし    | 1954年4月27日 - 1987年3月19日            |
| くらし発見            | 1987年4月6日 - 2002年3月4日              |
| くらし探偵団          | 2002年4月9日 - 2005年3月16日             |
| めざせ!佐賀博士       | 2011年4月9日 - 2013年3月 ※佐賀県ローカル |
| どきどきこどもふどき  | 2011年4月6日 - 2015年3月11日             |
| 見えるぞ!ニッポン     | 2009年4月7日 - 2018年3月14日             |
| 知っトク地図帳        | 2011年4月6日 - 2017年3月15日             |
| よろしく!ファンファン | 2018年4月11日 - 現在放送中               |

| 番組名               | 放送期間                      |
| -------------------- | ----------------------------- |
| テレビの旅           | 1953年2月21日 - 1985年3月12日 |
| リポートにっぽん     | 1985年4月10日 - 1993年4月2日  |
| ジャパン&ワールド    | 1993年4月6日 - 1997年3月11日  |
| なぜなぜ日本         | 1997年4月8日 - 2003年3月17日  |
| 日本とことん見聞録   | 2003年4月7日 - 2011年3月8日   |
| 社会のトビラ         | 2011年4月6日 - 2015年3月11日  |
| どきどきこどもふどき | 2011年4月6日 - 2015年3月11日  |
| 未来広告ジャパン!    | 2015年4月8日 - 2023年3月15日  |
| ズームジャパン       | 2023年4月5日 - 現在放送中     |

| 番組名               | 放送期間                      |
| -------------------- | ----------------------------- |
| くらしの歴史         | 1956年4月26日 - 1988年3月14日 |
| 歴史みつけた         | 1988年4月6日 - 1995年3月13日  |
| 歴史たんけん         | 1995年4月10日 - 2001年3月5日  |
| にんげん日本史       | 2001年4月9日 - 2008年3月12日  |
| 見える歴史           | 2008年3月31日 - 2012年3月14日 |
| どきどきこどもふどき | 2011年4月6日 - 2015年3月11日  |
| 歴史にドキリ         | 2012年4月4日 - 現在放送中     |
| 社会にドキリ         | 2020年4月8日 - 現在放送中     |

| 番組名                     | 放送期間                       |
| -------------------------- | ------------------------------ |
| 世界と日本                 | 1958年4月17日 - 1960年4月2日   |
| 日本の地理・世界の地理     | 1960年4月6日 - 1972年3月14日   |
| 日本新地図                 | 1972年4月11日 - 1985年4月5日   |
| 世界と日本                 | 1973年4月10日 - 1981年3月20日  |
| 新しい世界                 | 1981年4月10日 - 1985年3月12日  |
| シリーズ10min.地球ウォッチ | 1996年10月14日 - 1997年3月13日 |

| 番組名                     | 放送期間                       |
| -------------------------- | ------------------------------ |
| 日本の歴史                 | 1963年4月10日 - 1972年3月18日  |
| わたしたちの歴史           | 1972年4月 - 1985年3月          |
| シリーズ10min.地球ウォッチ | 1996年10月14日 - 1997年3月13日 |

| 番組名               | 放送期間                      |
| -------------------- | ----------------------------- |
| わたしたちの社会     | 1963年4月11日 - 1972年3月13日 |
| あすの市民           | 1972年4月10日 - 1986年3月20日 |
| ワールドナウ         | 1988年4月8日 - 1992年3月9日   |
| ワールドウォッチング | 1992年4月6日 - 1994年3月17日  |

### 英語
| 番組名               | 放送期間                   |
| -------------------- | -------------------------- |
| えいごでがんこちゃん | 2015年10月9日 - 現在放送中 |

| 番組名        | 放送期間                      |
| ------------- | ----------------------------- |
| えいごリアン  | 2000年4月11日 - 2006年3月23日 |
| えいごリアン3 | 2005年4月4日 - 2009年3月13日  |
| えいごリアン4 | 2006年4月14日 - 2008年2月25日 |
| エイゴビート  | 2017年4月6日 - 2024年3月20日  |
| エイゴビート2 | 2020年4月2日 - 現在放送中     |

| 番組名                                   | 放送期間                                                                           |
| ---------------------------------------- | ---------------------------------------------------------------------------------- |
| スーパーえいごリアン                     | 2002年4月9日 - 2009年3月13日                                                       |
| えいごでしゃべらないとJr.                | 2007年4月2日 - 2011年3月11日                                                       |
| えいごルーキーGABBY                      | 2009年4月7日 - 2013年3月14日                                                       |
| プレキソ英語                             | 2011年4月2日 - 2018年3月29日                                                       |
| 基礎英語0〜世界エイゴミッション〜        | 2018年4月7日 - 2021年4月1日                                                        |
| キソ英語を学んでみたら世界とつながった。 | 2021年4月3日 - 2025年3月29日 ※ただし2022年4月9日以降は一般向け語学番組扱いに変更。 |

| 番組名                     | 放送期間                      |
| -------------------------- | ----------------------------- |
| 英語教室                   | 1955年4月14日 - 1960年3月19日 |
| 英語教室1年生              | 1960年4月7日 - 1961年3月17日  |
| 英語教室 中学校1年生       | 1961年4月10日 - 1972年3月25日 |
| A Step to English          | 1972年4月8日 - 1982年3月15日  |
| Look and Learn             | 1982年4月5日 - 1985年3月11日  |
| ゲーリーさんの英語レッスン | 1992年4月10日 - 1994年10月4日 |

| 番組名                     | 放送期間                      |
| -------------------------- | ----------------------------- |
| 英語教室                   | 1955年4月14日 - 1960年3月19日 |
| 英語教室2年生              | 1960年4月8日 - 1961年3月18日  |
| 英語教室 中学校2年生       | 1961年4月11日 - 1972年4月1日  |
| Let's Enjoy English        | 1972年4月10日 - 1982年3月16日 |
| Let's Try!                 | 1982年4月6日 - 1984年3月30日  |
| ゲーリーさんの英語レッスン | 1992年4月10日 - 1994年10月4日 |

| 番組名                     | 放送期間                      |
| -------------------------- | ----------------------------- |
| 英語教室                   | 1955年4月14日 - 1960年3月19日 |
| 英語教室 中学校3年生       | 1962年4月8日 - 1972年3月14日  |
| English for You            | 1972年4月11日 - 1976年3月18日 |
| Watch and Listen           | 1976年4月8日 - 1982年3月17日  |
| ゲーリーさんの英語レッスン | 1992年4月10日 - 1994年10月4日 |

### 音楽
| 番組名                      | 放送期間                     |
| --------------------------- | ---------------------------- |
| うたいましょう ききましょう | 1955年4月9日 - 1974年3月13日 |
| ワンツー・どん              | 1974年4月10日 - 1996年3月4日 |
| うたって・ゴー              | 1974年4月12日 - 1996年3月6日 |
| まちかどド・レ・ミ          | 1996年4月8日 - 2003年3月19日 |
| ドレミノテレビ              | 2003年4月7日 - 2006年3月15日 |

| 番組名               | 放送期間                      |
| -------------------- | ----------------------------- |
| 音楽あそび           | 1957年4月20日 - 1959年3月4日  |
| たのしい教室         | 1959年4月6日 - 1962年3月16日  |
| みんなの音楽         | 1962年4月14日 - 1974年3月15日 |
| ふえはうたう         | 1974年4月9日 - 1997年3月14日  |
| トゥトゥアンサンブル | 1997年4月7日 - 2000年3月13日  |
| 歌えリコーダー       | 2000年4月10日 - 2003年3月18日 |
| おんがくブラボー     | 2015年10月7日 - 現在放送中    |

| 番組名             | 放送期間                      |
| ------------------ | ----------------------------- |
| 音楽あそび         | 1957年4月20日 - 1959年3月4日  |
| たのしい教室       | 1959年4月6日 - 1962年3月16日  |
| みんなの音楽       | 1962年4月14日 - 1974年3月15日 |
| ゆかいなコンサート | 1986年4月8日 - 1995年3月16日  |
| おんがくブラボー   | 2015年10月7日 - 現在放送中    |

| 番組名           | 放送期間                      |
| ---------------- | ----------------------------- |
| 音楽教室         | 1954年4月13日 - 1974年3月12日 |
| おんがくブラボー | 2015年10月7日 - 現在放送中    |

| 番組名     | 放送期間                      |
| ---------- | ----------------------------- |
| 芸術の窓   | 1957年1月23日 - 1972年3月13日 |
| 音楽の世界 | 1972年4月8日 - 1977年3月17日  |

### 図工
| 番組名                     | 放送期間                      |
| -------------------------- | ----------------------------- |
| かきましょうつくりましょう | 1960年4月16日 - 1964年3月16日 |
| ノージーのひらめき工房     | 2013年4月3日 - 現在放送中     |

| 番組名       | 放送期間                     |
| ------------ | ---------------------------- |
| たのしい教室 | 1959年4月6日 - 1962年3月16日 |
| たのしい図工 | 1962年4月9日 - 1964年3月16日 |

| 番組名            | 放送期間                      |
| ----------------- | ----------------------------- |
| 美術教室          | 1957年9月21日 - 1964年3月18日 |
| キミなら何つくる? | 2014年4月9日 - 現在放送中     |

### 美術
| 番組名     | 放送期間                  |
| ---------- | ------------------------- |
| 芸術の窓   | 1956年4月日 - 1972年3月日 |
| 美術の世界 | 1972年4月日 - 1983年3月日 |

### 技術・家庭
| 番組名              | 放送期間                   |
| ------------------- | -------------------------- |
| Why!?プログラミング | 2016年3月21日 - 現在放送中 |
| カテイカ            | 2016年4月6日 - 現在放送中  |
| ツクランカー        | 2021年4月6日 - 現在放送中  |

| 番組名     | 放送期間                      |
| ---------- | ----------------------------- |
| 職業と家庭 | 1958年4月14日 - 1960年3月16日 |
| 技術と生活 | 1960年4月5日 - 1961年3月14日  |
| 技術・家庭 | 1961年4月15日 - 1971年3月29日 |

### 体育
| 番組名           | 放送期間                     |
| ---------------- | ---------------------------- |
| はりきって体育   | 1993年4月6日 - 1997年3月10日 |
| はりきり体育ノ介 | 2014年10月8日 - 現在放送中   |

### 保健体育
| 番組名       | 放送期間                      |
| ------------ | ----------------------------- |
| 体育のしおり | 1962年4月10日 - 1964年8月31日 |

### 道徳
| 番組名                     | 放送期間                      |
| -------------------------- | ----------------------------- |
| よい子の玉手箱             | 1954年9月13日 - 1956年1月16日 |
| ボクちゃん                 | 1956年5月1日 - 1958年3月11日  |
| びっくりくん               | 1958年4月22日 - 1959年3月10日 |
| 大きくなる子               | 1959年4月7日 - 1988年3月18日  |
| あつまれじゃんけんぽん     | 1988年4月5日 - 2003年4月4日   |
| のびのびノンちゃん         | 1990年4月2日 - 1996年3月4日   |
| バケルノ小学校ヒュードロ組 | 2003年4月8日 - 2009年3月13日  |
| 新ざわざわ森のがんこちゃん | 2015年10月19日 - 現在放送中   |
| 銀河銭湯パンタくん         | 2013年4月12日 - 現在放送中    |

| 番組名           | 放送期間                        |
| ---------------- | ------------------------------- |
| みんななかよし   | 1962年年4月11日 - 1987年3月18日 |
| 心が輝いたあの日 | 1986年4月22日 - 1990年3月15日   |
| さわやか3組      | 1987年4月8日 - 2009年3月11日    |
| 時々迷々         | 2009年4月8日 - 2019年9月27日    |
| もやモ屋         | 2019年10月4日 - 現在放送中      |

| 番組名                        | 放送期間                      |
| ----------------------------- | ----------------------------- |
| 明るいなかま                  | 1962年4月13日 - 1986年3月28日 |
| あしたへジャンプ              | 1986年4月7日 - 1996年3月13日  |
| 心が輝いたあの日              | 1986年4月22日 - 1990年3月15日 |
| はばたけ6年                   | 1989年4月4日 - 1997年3月11日  |
| きっと明日は                  | 1996年4月10日 - 1997年3月12日 |
| 虹色定期便                    | 1997年4月9日 - 2006年3月24日  |
| 道徳ドキュメント              | 2006年4月12日 - 2015年10月2日 |
| ココロ部!                     | 2015年4月3日 - 現在放送中     |
| オン マイ ウェイ（ON MY WAY） | 2015年10月9日 - 2020年10月2日 |
| SEED なやみのタネ             | 2021年10月6日 - 現在放送中    |

| 番組名                        | 放送期間                      |
| ----------------------------- | ----------------------------- |
| 心のメッセージ                | 1987年5月15日 - 1992年10月9日 |
| マイライフ                    | 1993年4月9日 - 1997年3月14日  |
| 道徳ドキュメント              | 2006年4月12日 - 2015年10月2日 |
| ココロ部!                     | 2015年4月3日 - 現在放送中     |
| オン マイ ウェイ（ON MY WAY） | 2015年10月9日 - 2020年10月2日 |
| SEED なやみのタネ             | 2021年10月6日 - 現在放送中    |

| 番組名                   | 放送期間                   |
| ------------------------ | -------------------------- |
| Q 〜こどものための哲学〜 | 2017年8月14日 - 現在放送中 |

### 生活
| 番組名                   | 放送期間                     |
| ------------------------ | ---------------------------- |
| みつめる目               | 1982年4月5日 - 1987年3月19日 |
| みんなでアタック         | 1987年4月7日 - 1991年3月4日  |
| とびだせたんけんたい     | 1991年4月8日 - 1996年3月11日 |
| キッズチャレンジ         | 1996年4月8日 - 1999年3月11日 |
| あしたもげんきくん       | 1992年4月7日 - 1999年3月12日 |
| それゆけこどもたい       | 1999年4月5日 - 2005年3月15日 |
| できた できた できた     | 2010年4月7日 - 2016年3月17日 |
| で～きた                 | 2016年4月5日 - 現在放送中    |
| おばけの学校たんけんだん | 2019年4月9日 - 現在放送中    |
| すたあと                 | 2020年4月6日 - 現在放送中    |

### 生命教育
| 番組名           | 放送期間                      |
| ---------------- | ----------------------------- |
| ひろがる教室     | 1980年4月10日 - 1985年3月16日 |
| にんげん家族     | 1985年4月9日 - 1993年3月17日  |
| みんな生きている | 1994年4月6日 - 2009年3月27日  |
| カラフル!        | 2009年4月2日 - 現在放送中     |

### 国際理解
| 番組名             | 放送期間                      |
| ------------------ | ----------------------------- |
| 世界がともだち     | 1993年4月6日 - 1995年3月14日  |
| 地球たべもの大百科 | 1999年4月6日 - 2002年3月15日  |
| JAPANGLE           | 2017年3月28日 - 2021年7月19日 |

### 特別活動
| 番組名               | 放送期間                   |
| -------------------- | -------------------------- |
| いじめをノックアウト | 2013年4月12日 - 現在放送中 |
| キキとカンリ         | 2023年4月7日 - 現在放送中  |

| 番組名               | 放送期間                      |
| -------------------- | ----------------------------- |
| 職業と家庭           | 1958年4月14日 - 1960年3月16日 |
| 職場をたずねて       | 1960年9月7日 - 1962年3月14日  |
| わたしたちの進路     | 1962年4月9日 - 1966年3月18日  |
| わたしたちの学級活動 | 1966年4月8日 - 1971年3月19日  |
| 中学生の広場         | 1971年4月8日 - 1981年3月20日  |
| 中学時代             | 1981年4月6日 - 1985年3月11日  |
| おもいっきり中学時代 | 1985年4月2日 - 1990年3月17日  |
| いじめをノックアウト | 2013年4月12日 - 現在放送中    |
| 人生デザイン U-29    | 2014年3月31日 - 2018年3月27日 |
| 聞けなかったあのこと | 2026年1月8日（予定） -        |

### 情報
| 番組名                                 | 放送期間                       |
| -------------------------------------- | ------------------------------ |
| しらべてまとめて伝えよう〜メディア入門 | 2000年4月10日 - 2005年3月15日  |
| 体験!メディアのABC                     | 2001年4月9日 - 2004年3月19日   |
| メディアのめ                           | 2012年4月6日 - 2016年12月15日  |
| Why!?プログラミング                    | 2016年3月21日 - 現在放送中     |
| しまった!〜情報活用スキルアップ〜      | 2016年10月13日 - 現在放送中    |
| メディアタイムズ                       | 2017年10月12日 - 2022年3月17日 |
| テキシコー                             | 2020年4月6日 - 現在放送中      |
| アッ!とメディア〜@media〜              | 2022年4月7日 - 現在放送中      |

| 番組名                            | 放送期間                       |
| --------------------------------- | ------------------------------ |
| コンピューター未来館              | 1993年4月5日 - 1994年3月14日   |
| 10min.コンピューター              | 1994年4月4日 - 1996年3月14日   |
| シリーズ10min.楽々パソコン        | 1996年4月8日 - 1996年10月3日   |
| メディアのめ                      | 2012年4月6日 - 2016年12月15日  |
| しまった!〜情報活用スキルアップ〜 | 2016年10月13日 - 現在放送中    |
| メディアタイムズ                  | 2017年10月12日 - 2022年3月17日 |
| テキシコー                        | 2020年4月6日 - 現在放送中      |
| アッ!とメディア〜@media〜         | 2022年4月7日 - 現在放送中      |

### 安全教育
| 番組名                       | 放送期間                                                     |
| ---------------------------- | ------------------------------------------------------------ |
| あんぜんきょうしつ           | 1969年4月7日 - 1980年3月3日                                  |
| 安全教室                     | 1969年4月8日 - 1980年3月4日                                  |
| ぴょん太のあんぜんにっき     | 1980年4月11日 - 1986年3月22日                                |
| あんぜんパトロール           | 1986年4月9日 - 1993年3月16日                                 |
| 子ども安全リアル・ストーリー | パイロット版：2015年 - 2017年、レギュラー版：2018年 - 2021年 |
| キキとカンリ                 | 2023年4月7日 - 現在放送中                                    |
| 姫とボクはわからないっ       | 2024年10月10日 - 現在放送中                                  |

### 総合学習
| 番組名                     | 放送期間                      |
| -------------------------- | ----------------------------- |
| みどりの地球               | 1975年4月8日 - 1987年3月19日  |
| みんな地球人               | 1987年4月8日 - 1992年3月9日   |
| いのち輝け地球             | 1992年4月6日 - 1996年3月11日  |
| たったひとつの地球         | 1996年4月8日 - 2007年3月6日   |
| おこめ                     | 2001年4月12日 - 2009年3月11日 |
| 川                         | 2002年4月10日 - 2007年3月15日 |
| ど〜する?地球のあした      | 2007年4月2日 - 2012年3月15日  |
| げんばるマン               | 2012年4月11日 - 2015年3月12日 |
| 学ぼうBOSAI                | 2013年4月10日 - 2022年3月15日 |
| ドスルコスル               | 2017年10月12日 - 現在放送中   |
| 地球は放置してても育たない | 2023年4月6日 - 現在放送中     |
| キミも防災サバイバー!      | 2023年10月6日 - 現在放送中    |

| 番組名                     | 放送期間                       |
| -------------------------- | ------------------------------ |
| みどりの地球               | 1975年4月8日 - 1987年3月19日   |
| オアシス地球の未来         | 1991年4月10日 -1991年10月2日   |
| 地球と生きる               | 1993年10月15日 - 1995年3月17日 |
| アクセスJ 現代社会をみる   | 1995年4月14日 - 1997年3月14日  |
| げんばるマン               | 2012年4月11日 - 2015年3月12日  |
| 学ぼうBOSAI                | 2013年4月10日 - 2022年3月15日  |
| ドスルコスル               | 2017年10月12日 - 現在放送中    |
| 地球は放置してても育たない | 2023年4月6日 - 現在放送中      |
| キミも防災サバイバー!      | 2023年10月6日 - 現在放送中     |

### 中学校共通
| 番組名             | 放送期間                      |
| ------------------ | ----------------------------- |
| 中学校特別シリーズ | 1980年4月11日 - 1990年3月     |
| ステップ&ジャンプ  | 1990年4月4日 - 1997年3月25日  |
| 中学・高校アワー   | 1990年4月6日 - 1992年3月25日  |
| スクール五輪の書   | 1997年4月8日 - 2000年4月7日   |
| ティーンズTV       | 2000年4月10日 - 2009年3月30日 |
| 10min.ボックス     | 1997年4月8日 - 現在放送中     |
| アクティブ10       | 2018年9月28日 - 現在放送中    |

### 特別支援教育
| 番組名                          | 放送期間                      |
| ------------------------------- | ----------------------------- |
| たのしいきょうしつ              | 1964年4月6日 - 1994年4月1日   |
| いってみよう やってみよう       | 1985年4月9日 - 2004年3月15日  |
| グルグルパックン                | 1994年4月4日 - 1999年3月10日  |
| ストレッチマン                  | 1999年4月8日 - 2002年3月28日  |
| ストレッチマン2                 | 2002年4月4日 - 2010年3月25日  |
| みてハッスルきいてハッスル      | 2004年4月5日 - 2009年3月11日  |
| 花影忍法帳コミ☆トレ             | 2009年4月6日 - 2013年3月14日  |
| ストレッチマン・ハイパー        | 2010年4月6日 - 2013年3月14日  |
| スマイル!                       | 2012年4月12日 - 2018年9月26日 |
| ストレッチマンV                 | 2013年3月28日 - 2018年10月4日 |
| アニメ キャラとおたまじゃくし島 | 2018年4月2日 - 2021年3月22日  |
| u&i                             | 2018年10月10日 - 現在放送中   |
| ストレッチマン・ゴールド        | 2018年10月11日 - 現在放送中   |
| でこぼこポン!                   | 2022年4月5日 - 現在放送中     |
| ストレッチマンGO!               | 2024年4月4日 - 現在放送中     |

### 学校放送紹介
| 番組名             | 放送期間                      |
| ------------------ | ----------------------------- |
| 学校放送羅針盤     | 1998年4月4日 - 2004年3月29日  |
| 学校デジタル羅針盤 | 2004年4月9日 - 2006年3月17日  |
| 教育TV SHOWケース  | 2006年4月14日 - 2007年3月16日 |
| スクる!            | 2022年3月18日 - 2025年3月10日 |
| NHK for School通信 | 2025年3月27日 - 現在放送中    |

### その他
| 番組名                   | 放送期間                      |
| ------------------------ | ----------------------------- |
| たのしいひる休み         | 1963年10月7日 - 1966年3月19日 |
| 学校放送ライブラリー     | 1999年4月 - 2015年3月         |
| 学校デジタルライブラリー | 2004年4月6日 - 2008年9月29日  |
| ブレイクッ!              | 2018年4月10日 - 2022年3月11日 |

## 英訳版
NHKワールドTVにおいても『ざわざわ森のがんこちゃん』、『u&i』『マティマティカ』など一部の番組を英語訳にしたものを放送しているが、これを2023年4月から『Kids Edutainment』（キッズ・エデュテインメント）と称してコンプレックス編成し、週末を中心に10分番組×週4本（週40分）放送している。テレビ放送（主に国外の提携するケーブルテレビ局や衛星放送機関、並びに日本国内のひかりTVでの直接受信や、ケーブルテレビ局の再放送、NHKワールドの公式アプリケーションなど）に加え、NHKワールドが行っているビデオ・オン・デマンドサービスも活用し、日本国内の在日外国人の子供たちにも楽しめるように配慮している  。

### 2023年度の放送ラインナップ
- 放送時間:土曜・日曜12:40ｰ13:00（初回）、19:40-20:00、23:40-24:00、日曜・月曜6:40-7:00
- 放送された番組
  - Rockie and Her Friends（『ざわざわ森のがんこちゃん』。直訳:「がんこと彼女の仲間たち」）
  - Viewpoint Science（『カガクノミカタ』）
  - Take Tech（『ティクテック』=10min.ボックス<中・高生向け>）
  - u&i
  - Listen to the Earth（『学ぼうBOSAI・地球の声を聞こう』） 大木聖子
  - TEXICO（『テキシコー』）
  - Story Land（『おはなしのくに』）
    - Story Land Classic（『おはなしのくにクラシック』）

  - Lets Enjoy Math（『さんすう犬ワン』）

## 特別編成
2024年5月4日は、Eテレにて終日特別編成『自分らしく、Eテレ。〜性・ジェンダーを考える日〜』として放送されるが、その第1部（10:00 - 11:30）でNHK for Schoolの学校放送番組を中心に他の子ども向け番組を交えながら放送を行っている（下記参照）。
いずれの番組も特別編成のテーマに沿う形で『幼児・子どもと保護者向け番組』という位置づけで放送される。当該編成全体のナビゲーターは、『u&i』のジローはかせ（声：笹野高史）とふみ先生（声：二階堂ふみ）が担当する。
なお、今回の編成はNHKが2022年から行われているプロジェクト『君の声が聴きたい』の一環として放送されており、2021年度まで放送された『テレビクラブ』とは別の枠組みとしての扱いとなっている。

### 参加番組
- カラフル!
- 地球は放置してても育たない
- キキとカンリ
- Q 〜こどものための哲学〜
- u&i

上記番組の他、アニメ『アイラブみー』と『はなかっぱ』、SDGs番組『あおきいろ』も放送される。

## 大会
- NHK杯全国中学校放送コンテスト
- NHK全国学校音楽コンクール
- ぼくの絵わたしの絵 全国教育美術展